# Caniçado
Caniçado, também conhecida como Guijá, é uma vila moçambicana, sede do distrito de Guijá (província de Gaza). Encontra-se situada na margem esquerda do rio Limpopo, ligado à cidade do Chókwè na outra margem do rio por uma ponte recentemente reconstruída.